# برادران بس
برادران بس (به انگلیسی: Bass Brothers) نام حرفه‌ای تیم مارک و جف بس است؛ تهیه‌کنندگان اهل دیترویت که امینم را در کارهای اولیه‌اش یاری دادند و در بسیاری از موسیقی‌های بعدی او همکاری کردند. این دو برادر خیلی پیش از مطرح شدن امینم با او کار کردند و بعدتر نیز تهیه‌کننندگی ترانه‌های موفقی از این خواننده مانند «خودتو غرق کن» و «بدون من» را بر عهده داشتند. برادران بس قبل از آن با جرج کلینتون کار می‌کردند. جف بس یکی از تاثیرگذارترین افراد در حرفه امینم به حساب می‌آید. مارک و جف بس در کار خود با امینم با عنوان اف.بی.تی. پروداکشنز (F.B.T. Productions) شناخته می‌شوند.